# Seznam zápasů slovenské a ruské hokejové reprezentace
Toto je seznam zápasů slovenské a ruské hokejové reprezentace na MS a Zimních olympijských hrách.

## Mistrovství světa v ledním hokeji
| Datum     | Číslo | Slovensko | Výsledek | Zápas         | MS   | Místo      | Branky Slovenska                                                               |
| --------- | ----- | --------- | -------- | ------------- | ---- | ---------- | ------------------------------------------------------------------------------ |
| 22.4.1996 | 1     | Slovensko | 2:6      | ZS            | 1996 | Vídeň      | Žigmund Pálffy • Oto Haščák                                                    |
| 27.4.1997 | 2     | Slovensko | 2:2      | ZS            | 1997 | Helsinky   | Jozef Daňo • Zdeno Cíger                                                       |
| 9.5.1998  | 3     | Slovensko | 1:6      | čtvrtfinále B | 1998 | Basilej    | Jozef Voskár                                                                   |
| 10.5.1999 | 4     | Slovensko | 2:2      | čtvrtfinále B | 1999 | Oslo       | Zdeno Chára • Marián Hossa                                                     |
| 6.5.2002  | 5     | Slovensko | 6:4      | osmifinále    | 2002 | Göteborg   | 2x Peter Bondra • Miroslav Šatan • Ladislav Nagy • Michal Handzuš • Dušan Milo |
| 11.5.2002 | 6     | Slovensko | 4:3      | finále        | 2002 | Göteborg   | 2x Peter Bondra • Ľubomír Višňovský • Miroslav Šatan                           |
| 30.4.2004 | 7     | Slovensko | 2:0      | osmifinále    | 2004 | Ostrava    | Marián Hossa • Ronald Petrovický                                               |
| 2.5.2005  | 8     | Slovensko | 3:3      | ZS            | 2005 | Vídeň      | Žigmund Pálffy • Marián Hossa • Ľubomír Višňovský                              |
| 10.5.2006 | 9     | Slovensko | 3:4      | ZS            | 2006 | Riga       | Tomáš Surový • Andrej Kollár • Ivan Čiernik                                    |
| 9.5.2010  | 10    | Slovensko | 1:3      | ZS            | 2010 | Kolín      | Ivan Majeský                                                                   |
| 3.5.2011  | 11    | Slovensko | 3:4      | ZS            | 2011 | Bratislava | Miroslav Šatan • Marián Gáborík • Ladislav Nagy                                |
| 20.5.2012 | 12    | Slovensko | 2:6      | finále        | 2012 | Helsinky   | 2x Zdeno Chára                                                                 |
| 12.5.2013 | 13    | Slovensko | 1:3      | ZS            | 2013 | Helsinky   | Branko Radivojevič                                                             |
| 10.5.2015 | 14    | Slovensko | 2:3 PP   | ZS            | 2015 | Ostrava    | Tomáš Kopecký • Marián Gáborík                                                 |
| 13.5.2017 | 15    | Slovensko | 0:6      | ZS            | 2017 | Kolín      | nikdo                                                                          |
| 14.5.2018 | 16    | Slovensko | 0:4      | ZS            | 2018 | Kodaň      | nikdo                                                                          |
| 24.5.2021 | 17    | Slovensko | 3:1      | ZS            | 2021 | Riga       | Miloš Kelemen • Martin Gernát • Marek Ďaloga                                   |

## Zimní olympijské hry
| Datum     | Číslo | Slovensko | Výsledek | Zápas       | ZOH  | Místo         | Branky Slovenska                                                     |
| --------- | ----- | --------- | -------- | ----------- | ---- | ------------- | -------------------------------------------------------------------- |
| 23.2.1994 | 1     | Slovensko | 2:3 PP   | čtvrtfinále | 1994 | Lillehammer   | Peter Šťastný • Miroslav Šatan                                       |
| 15.2.2006 | 2     | Slovensko | 5:3      | ZS          | 2006 | Turín         | 2x Marián Gáborik • Pavol Demitra • Ľubomír Višňovský • Peter Bondra |
| 19.2.2010 | 3     | Slovensko | 2:1 SN   | ZS          | 2010 | Vancouver     | Marián Hossa • Pavol Demitra (rozhodující SN)                        |
| 16.2.2014 | 4     | Slovensko | 0:1 SN   | ZS          | 2014 | Soči          | nikdo                                                                |
| 14.2.2018 | 5     | Slovensko | 3:2      | ZS          | 2018 | Pchjongčchang | Peter Ölvecký • Martin Bakoš • Peter Čerešňák                        |